# Oprávněné použití zbraně

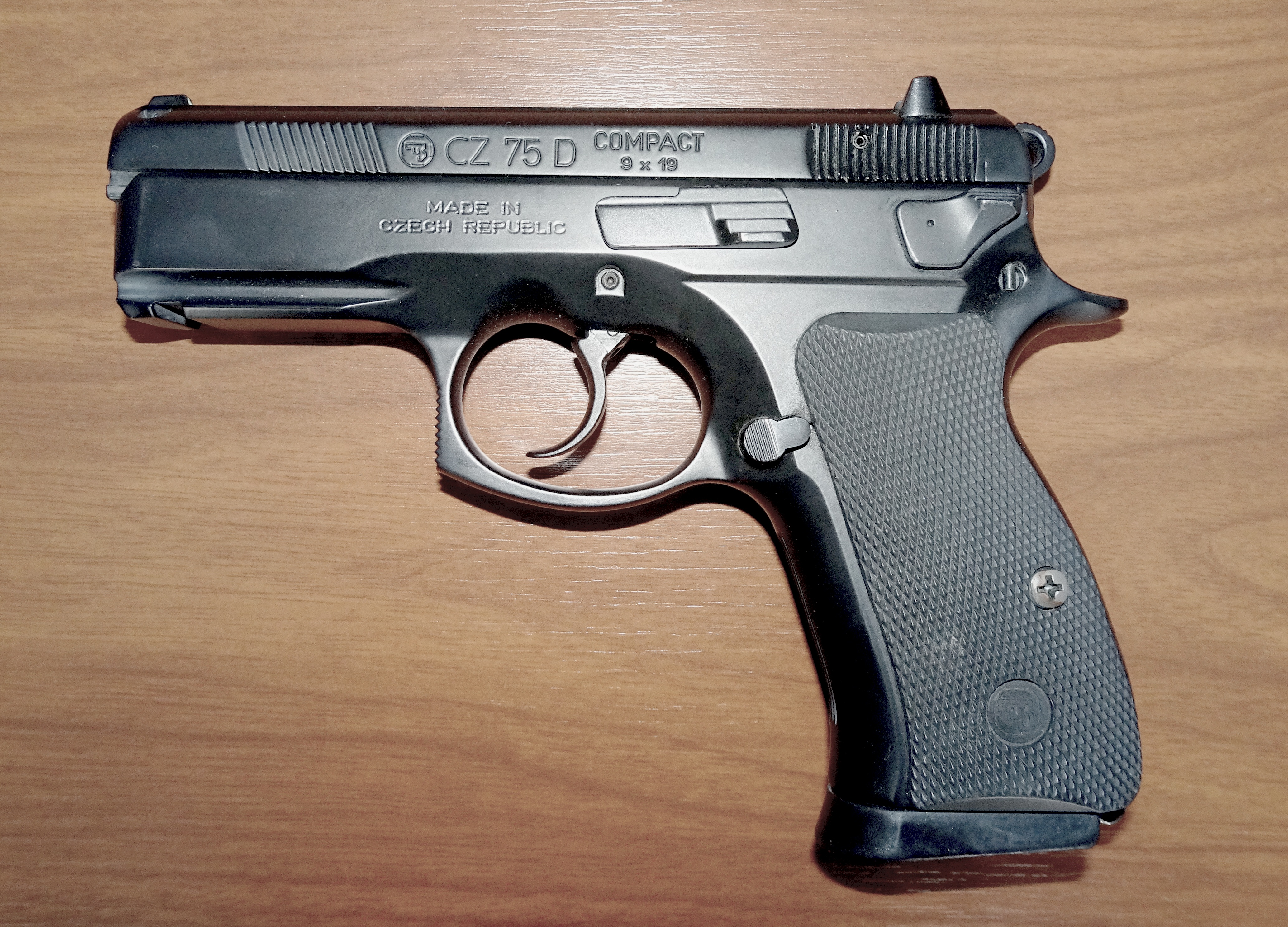
Služební zbraň Policie České republiky, CZ 75 D Compact

Oprávněné použití zbraně je jednou z okolností vylučující protiprávnost činu. Jde o takové použití zbraně, které je umožněno zvláštním právním předpisem, jako je tomu u příslušníků bezpečnostních sborů či ozbrojených sil. Například při zastavení útočníka či prchajícího pachatele.
Český trestní zákoník oprávněné použití zbraně reguluje v § 32, který stanoví: „Trestný čin nespáchá, kdo použije zbraně v mezích stanovených jiným právním předpisem.“